# IC 5378/2
IC 5378/2 је спирална галаксија у сазвијежђу Пегаз која се налази на листи објеката дубоког неба у Индекс каталогу.
Деклинација објекта је + 16° 39' 6" а ректасцензија 0h 2m 37,5s. Привидна величина (магнитуда) објекта IC 5378 износи 14,6 а фотографска магнитуда 15,3. IC 53782 је још познат и под ознакама UGC 1, MCG 3-1-16, CGCG 456-18, ARP 130, VV 263, PGC 178.